# Saint-Vincent-de-Reins
Saint-Vincent-de-Reins é uma comuna francesa na região administrativa de Auvérnia-Ródano-Alpes, no departamento de Ródano. Estende-se por uma área de 13,87 km². Em 2010 a comuna tinha 629 habitantes (densidade: 45,3 hab./km²).